# 1889年のスポーツ
- 年度別スポーツ記事一覧

## 総合競技大会
- 第4回オリンピア競技会開催

## 大相撲
- 相撲会所を東京大角力協会と改称

## 競馬

### イギリス
クラシック
- 2000ギニー - インスージアスト
- 1000ギニー - ミンテー
- エプソムダービー - ドノヴァン
- エプソムオークス - L'Abbesse de Jouarre
- セントレジャーステークス - ドノヴァン

その他主要レース
- アスコットゴールドカップ - Trayles
- グッドウッドカップ - Trayles
- ドンカスターカップ - クレイモア
- エクリプスステークス - エアシャー
- チャンピオンステークス - ゴールド
- グランドナショナル - フリゲート

### アメリカ合衆国
- ウィザーズステークス - ディアボロ
- ベルモントステークス - エリック
- ローレンスリアライゼーションステークス - サルバトール

### フランス
- パリ大賞典 - Vasistas
- ジョッケクルブ賞 - クローバー

### オーストラリア
- メルボルンカップ - ブラヴォー

## ゴルフ

### 世界4大大会（男子）
- 全英オープン優勝者：ウィリー・パーク・ジュニア（イギリス）

## サッカー

### イングランド
- フットボールリーグ（1888-1889シーズン）優勝：プレストン・ノース・エンド
- FAカップ決勝

プレストン・ノース・エンド 3-0 ウルヴァーハンプトン・ワンダラーズ

## テニス

### グランドスラム
- ウィンブルドン　男子単優勝：ウィリアム・レンショー（イギリス）、女子単優勝：ブランチ・ビングリー・ヒルヤード（イギリス）
- 全米選手権　男子単優勝：ヘンリー・スローカム（アメリカ）、女子単優勝：バーサ・タウンゼント（アメリカ）

## ボート
- オックスフォード・ケンブリッジ大学対抗レガッタ優勝：ケンブリッジ大学

## 野球

### アメリカ大リーグ
- ナショナルリーグ優勝：ニューヨーク・ジャイアンツ
- アメリカン・アソシエーション優勝：ブルックリン・ブライドグルームス

## 誕生
- 1月22日 - アンリ・ペリシエ（フランス、自転車競技、+1935年）
- 2月25日 - アルビン・ステンロース（フィンランド、陸上競技、+1971年）
- 3月16日 - レジー・ウォーカー（南アフリカ共和国、陸上競技、+1951年）
- 3月24日 - アルバート・ヒル（イギリス、陸上競技、+1969年）
- 4月1日 - 木村庄之助 (21代)（長野県、相撲、+1970年）
- 6月12日 - ユリウス・スクットナッブ（フィンランド、スピードスケート、+1965年）
- 6月21日 - ラルフ・クレイグ（アメリカ、陸上競技、+1972年）
- 7月16日 - ジョー・ジャクソン（アメリカ、野球、+1951年）
- 7月30日 - ケーシー・ステンゲル（アメリカ、野球、+1975年）
- 9月20日 - チャールズ・レイドパス（アメリカ、陸上競技、+1975年）
- 10月27日 - ファニー・デュラック（オーストラリア、水泳、+1956年）
- 11月11日 - 渡辺勇次郎（栃木県、ボクシング、+1956年）
- 12月9日 - ハンネス・コーレマイネン（フィンランド、陸上競技、+1966年）

## 死去
- 11月5日 - ピーター・ウォーバートン（イギリス、探検家、*1813年）